# Cas di Cultura
Cas di Cultura (Nederlands: Cultuurhuis) is het onderkomen van het nationaal theater, concertpodium, expositie- en cultureel centrum van Aruba, gelegen aan de rotonde 'Las Americas' in Oranjestad.

## Ontstaan
In 1949 werd de stichting Cultureel Centrum Aruba (CCA) opgericht als zusterorganisatie van de Sticusa. Het bestuur bestond uit afgevaardigden van de vier organisaties die op cultureel terrein actief waren: het Algemeen-Nederlands Verbond (afdeling Aruba), de Sociedad Bolivariana, de Surinaamse Vereniging en de Arubaanse Kunstkring. In samenwerking met andere culturele centra binnen het Koninkrijk fungeerde het CCA als organisatiekern voor culturele activiteiten van binnen en buiten Aruba. De beginjaren waren vooral gericht op het opstarten van lokale culturele organisaties, zoals een muziek- en balletschool, amateurtoneelgroep, volksuniversiteit en een filmliga. Voor opvoeringen, voorstellingen en andere evenementen maakte men gebruik van lokaties als Sociedad Bolivariana, De Veer Theater, club- en kerkgebouwen. Een aantal culturele organisaties onder leiding van CCA verenigde zich in 1955 voor de ontwikkeling van een schouwburg en een jaar later werd de Stichting Schouwburg Aruba (SSA) opgericht gevolgd door de eerstesteenlegging in 1957.

## Gebouw
Op 15 november 1958 vond de opening plaats van het "Cultureel Centrum Aruba", in het Papiaments aangeduid als "Cas di Cultura". Na 1986 bij het ingaan van de Arubaanse status aparte wordt de schouwburg ook officieel omgedoopt tot "Cas di Cultura". Het ontwerp van het gebouw is van de Curaçaose architect F.F. Zingel, die ook de oorspronkelijke voorgevelschildering bestaande uit kleurige driehoekige elementen tot stand bracht. Later zou hij het Curaçaose schouwburg, Centro Pro-Arte, ontwerpen. De financiering van het complex werd opgebracht door de overheid van Aruba, de Lago Oil & Transport Co. Ltd., de Koninklijke Nederlandse Stoomboot-Maatschappij en de Sticusa.
Cas di Cultura is ingericht met een auditorium, multifunctionele expositieruimte (Unocazaal), cafetaria, foyer, kantoorruimte, balletstudio, les- en oefenlokalen. Het auditorium heeft 572 zitplaatsen en is voorzien van luchtkoeling. De expositie- en kantoorruimtes dateren van 1974 toen het gebouw aan de oost- en westzijde werd uitgebreid. Van de les- en oefenruimtes wordt gebruik gemaakt door de Stichting Arubaanse Muziekschool (Scol di Musica Rufo Wever), de dansschool Diana Antonette (Skol di Baile Diana Antonette) en de school voor podiumkunsten Da Vinci Academy.

## Trivia
- Na de opening vond het eerste concertoptreden op 16 november 1958 plaats met het Arubaans oratoriumkoor en het Arubaans symphonie orkest, die Händel's oratorium Judas Makkabeüs uit 1746 brachten.[4]
- De nieuwe expositiezaal werd in 1975 geopend met een tentoonstelling van Arubaanse kunstenaars, "Aruba Pintura 75", waarin onder anderen werken van Evelino Fingal, Nigel Mathew, Wouter van Romondt, Toton Quandt en Piet Vervoord getoond werden.[5]
- Ter herdenking van de 50ste verjaardag van de eerstesteenlegging werd in 2007 de musical "Trevia, E garado di Djaka" ("Trevia betekent in het Papiamento "Pied Piper") gecreëerd, de musical die gebaseerd is op het verhaal van de Rattenvanger van Hamelen. De viering werd in 2008, op de dag van de toenmalige opening, voortgezet met een open dag en de kunsttentoonstelling "Spiritu di Tempo", die 50 jaar kunst op Aruba herschept, en eindigde met het multidisciplinaire performanceproject "Mind Your Gap" op 15 november.[3]
- Cas di Cultura kreeg het Nationale Theaterprijs 2021 uitgereikt voor haar bijdrage aan de ontwikkeling van het Arubaanse theater.[6]